# Monte Capreo
Il Monte Capreo (1.421 m s.l.m.) è una montagna dei Monti Lepini nell'Antiappennino laziale. Si trova nel Lazio nella provincia di Roma (Comune di Carpineto Romano).

## Il monumento del Redentore

La croce di vetta del Monte Capreo in una foto d'epoca

Sulla cima del monte Capreo è situato uno dei 20 monumenti al Redentore, volute da papa Leone XIII. La croce monumentale eretta sulla sua, è stata aggiunta in un secondo momento per volontà di papa Pecci, originario della cittadina lepina, Carpineto Romano, e venne inaugurata il 29 agosto del 1901. .